# Veeti
Veeti est un prénom masculin finnois pouvant désigner :

## Prénom
- Veeti Häätylä (fi) (né en 2004), joueur finlandais de futsal
- Veeti Kallio (fi) (né en 1966), chanteur et acteur finlandais
- Veeti Lankinen (fi) (né en 2001), joueur finlandais de baseball
- Veeti Nikkinen (fi) (né en 2002), joueur finlandais de volley-ball
- Veeti Vainio
- Veeti Vuorio (en) (né en 1996), joueur finlandais de hockey sur glace

## Référence
1. ↑  (en) « 10th Century Frisian Masculine Names », sur heraldry.sca.org (consulté le 28 décembre 2017)